# سایه باز
سایه‌باز یک مجموعه تلویزیونی به کارگردانی، نویسندگی و تهیه‌کنندگی علی یاور ساخته شده، این سریال محصول کشور ایران و ترکیه است که اولین قسمت آن در ۱۹ مهر ۱۴۰۲ از پلتفرم آپرا منتشر شد.
این سریال از ۱۹ مهر ۱۴۰۲ عرضه شده است. سریال سایه باز پنج‌شنبه هر هفته ساعت ۸ صبح پخش می‌شد.

## خلاصه داستان
برزو شمس، تاجر و برج‌ساز موفق، در شب جشن نام‌گذاری تنها نوه‌اش با دوست قدیمی خود روبرو می‌شود، حال این ملاقات زندگی گذشته برزو را برملا کرده و باعث دگرگونی زندگی وی می‌شود…

## بازیگران
| نام بازیگر      | نقش      | توضیح                                               |
| --------------- | -------- | --------------------------------------------------- |
| مهدی هاشمی      | برزو شمس | پدر ترمه، همسر کتایون، پدرزن بردیا، عاشق سابق ناهید |
| همایون ارشادی   | ادیب     |                                                     |
| شکیب شجره       | بردیا    | داماد برزو شمس، همسر ترمه                           |
| نیما شعبان نژاد | عماد     |                                                     |
| نازلی رجب پور   | ترمه     | دختر برزو شمس، همسر بردیا                           |
| محمد نادری      | جمشید    |                                                     |
| روزبه مراتی     |          |                                                     |
| شقایق فراهانی   | ناهید    | عاشق سابق برزو شمس، دخترخاله ماهور                  |
| شبنم قلی خانی   | ماهور    | دخترخاله ناهید، خبرنگار                             |
| فاطمه گودرزی    | کتایون   | همسر برزو شمس، مادر ترمه                            |
| افسانه ناصری    |          |                                                     |
| شاهد احمدلو     |          |                                                     |
| سام قریبیان     | اتابک    |                                                     |

## موسیقی
| شماره | نام                         | خواننده          | مدت  |
| ----- | --------------------------- | ---------------- | ---- |
| ۱.    | «بیقرارم ۲» (تیتراژ پایانی) | محسن ابراهیم‌زاده | ۳:۱۲ |